# Arthur Treacher
Arthur Veary Treacher (* 23. Juli 1894 in Brighton, East Sussex, England; † 14. Dezember 1975 in Manhasset, New York, USA) war ein britischer Theater- und Filmschauspieler, der hauptsächlich in den Vereinigten Staaten auftrat und insbesondere in Rollen als „britischer Butler“ bekannt wurde.

## Leben

### Kindheit und Jugend
Der Sohn eines Rechtsanwalts begann selbst zunächst ein Studium der Rechtswissenschaften, war jedoch aufgrund des beginnenden Ersten Weltkriegs gezwungen, sein Studium abzubrechen. Nach dem Dienst als Soldat nahm Treacher erste Bühnenengagements wahr und zog Mitte der 1920er Jahre in die USA.

### Karriere
Treachers Karriere begann im Mai 1926, als er im Stück The Great Temptations des Autors Harold Atteridge erstmals am Broadway auf der Bühne stand. In den kommenden drei Jahrzehnten überzeugte Treacher in 13 Stücken, unter anderem als Britannicus in Caesar and Cleopatra, ein Stück, das von Dezember 1949 bis April 1950 zur Aufführung gebracht wurde. Seinen letzten Auftritt am Broadway hatte er in dem Musical Camelot, das zwischen Dezember 1960 und Januar 1963 über 870-mal in New York City zu sehen war und vier Tony Awards erhielt. Er ersetzte dabei den ursprünglich eingesetzten Schauspieler Robert Coote in der Rolle des König Pellinore.
In The Battle of Paris von 1929 stand Treacher auch erstmals vor der Filmkamera. Nach einigen kleineren Rollen konnte sich Treacher Mitte der 1930er-Jahre als Charakterschauspieler in Hollywood etablieren. Sehr häufig war er in der Rolle des englischen Butlers zu sehen. Er spielte in vier Filmen an der Seite des Kinderstars Shirley Temple, darunter in den Romanverfilmungen Heidi (1937) und Die kleine Prinzessin (1939). Seltene Hauptrollen erhielt Treacher in zwei B-Movie-Filmkomödien, die ihn in der Rolle des von P. G. Wodehouse erschaffenen Kammerdieners Reginald Jeeves zeigten. Er wurde dadurch zum ersten Filmdarsteller des Jeeves.
Treacher zog sich Ende der 1940er-Jahre aus Hollywood zurück. In dem folgenden Jahrzehnt konzentrierte er sich auf Rollen beim Theater und in Fernsehproduktionen. 1964 kehrte er für die Rolle des freundlichen Polizisten Jones in dem Musikfilm Mary Poppins ein letztes Mal auf die Kinoleinwand zurück. Für seinen Beitrag zum Film wurde Treacher mit einem Stern auf dem Hollywood Walk of Fame geehrt.

### Arthur Treacher’s Fish and Chips
Im Jahr 1969 wurde in den USA die Fastfood-Kette Arthur Treacher’s Fish and Chips gegründet. Es ist unbestritten, dass der Name des Schauspielers dafür Pate stand, doch lässt sich heute Treachers Beteiligung an der Gründung des Unternehmens nicht zweifelsfrei nachweisen. Das Unternehmen, das überwiegend britische Produkte wie Fish and Chips anbietet, gibt es weiterhin. Von anfänglich über 950 Restaurants in den USA existieren jedoch nur noch knapp 50 Franchise-Nehmer in den US-Bundesstaaten Maryland, New Jersey, New York, Ohio, Pennsylvania und Virginia. Ein weiteres Restaurant befindet sich auf Grand Cayman.

### Privatleben und Tod
Treacher war in zweiter Ehe von 1940 bis zu seinem Tod mit Virginia Taylor verheiratet; das Paar hatte keine Kinder. Er starb im Alter von 81 Jahren an einer Herz-Kreislauf-Erkrankung.

## Filmografie (Auswahl)
- 1929: Battle of Paris
- 1934: Liebe ohne Zwirn und Faden (Fashions of 1934)
- 1934: Die Spielerin (Gambling Lady)
- 1934: Die nackte Wahrheit (Riptide)
- 1934: Schrei der Gehetzten (Viva Villa!)
- 1934: Hollywood Party
- 1934: Madame Dubarry
- 1934: Heirate nie beim ersten Mal (Forsaking All Others)
- 1935: Stadt an der Grenze (Bordertown)
- 1935: David Copperfield
- 1935: Leise kommt das Glück zu Dir (Let’s Live Tonight)
- 1935: Go Into Your Dance
- 1935: No More Ladies
- 1935: Lockenköpfchen (Curly Top)
- 1935: Im Scheinwerferlicht (Bright Lights)
- 1935: Wo die Liebe hinfällt (I Live My Life)
- 1935: Ein Sommernachtstraum (A Midsummer Night’s Dream)
- 1935: Was geschah gestern? (Remember Last Night?)
- 1935: Magnificent Obsession
- 1936: Mordprozess Harms (The Case Against Mrs. Ames)
- 1936: Der Satan und die Lady (Satan Met a Lady)
- 1936: Thank You, Jeeves!
- 1936: Sonnenscheinchen (Stowaway)
- 1937: Step Lively, Jeeves!
- 1937: Hoheit flirtet (Thin Ice)
- 1937: Heidi
- 1938: Mad About Music
- 1939: Die kleine Prinzessin (The Little Princess)
- 1940: Irene
- 1942: Star Spangled Rhythm
- 1943: Auf ewig und drei Tage (Forever and a Day)
- 1943: Neun Kinder und kein Vater (The Amazing Mrs. Holliday)
- 1944: In Society
- 1944: Kleines Mädchen, großes Herz (National Velvet)
- 1945: Bezaubernd aber gefährlich (Delightfully Dangerous)
- 1947: Die falsche Sklavin (Slave Girl)
- 1949: Kuß um Mitternacht (That Midnight Kiss)
- 1950: Love That Brute
- 1962: Self Defense… for Cowards (Kurzfilm, Erzähler)
- 1964: Mary Poppins
- 1964: The Beverly Hillbillies (Fernsehserie, zwei Folgen)
- 1964: How to Avoid Friendship (Kurzfilm, Erzähler)